# Георгий (Анисимов)
Епископ Георгий (в миру Николай Васильевич Анисимов; 21 ноября [3 декабря] 1861, Мещеряково, Вятская губерния — 17 февраля 1947, Молотовск, Кировская область) — епископ Русской православной церкви, епископ Вологодский и Тотемский.

## Биография
Николай Анисимов родился 21 ноября (3 декабря) 1861 года в семье священника в селе Мещеряково Староятчинской волости Елабужского уезда Вятской губернии, ныне село входит в Муниципальное образование «Лолошур-Возжинское» Граховского района Удмуртской Республики.
В 1882 года окончил Вятскую духовную семинарию со званием студента. Определён учителем в народное училище, педагог.
С 12 января 1883 года служил учителем в духовном училище в родном селе, затем в различных сельских народных училищах.
Из преподавателей Бемышевского начального народного училища определён в 1885 году настоятелем к церкви в селе Костенеево Елабужского уезда, 8 февраля рукоположён во диакона, 2 марта — во священника.
Вскоре переведен в церковь в села Можга, где с июня 1885 года выполнял обязанности катехизатора в церковно-приходской школе. Избирался председателем Можгинского церковно-приходского попечительства. В 1885—1914 годы преподавал Закон Божий в различных церковно-приходских школах, в 1894—1911 годы являлся заведующим законоучителем церковно-приходских школ.
С 15 августа по 26 сентября 1889 года исполнял обязанности благочинного 3-го округа Елабужского уезда.
22 апреля 1898 года по предложению Сарапульского епископа Никодима (Бокова) переведен в город Сарапул в церковь Покрова Пресвятой Богородицы. 15 декабря 1898 года утвержден духовным следователем по городу.
С 1893 года входил в сарапульское Вознесенское братство, с 1908 года — в миссионерское братство святителя Николая Чудотворца и в Иоанно-Богословское братство при Вятской духовной семинарии.
Был депутатом съездов духовенства Вятской епархии в 1902, 1909, 1911—1913 годах.
1 мая 1914 года причислен к причту сарапульской Троицкой церкви, к 1916 году был её настоятелем и членом Сарапульского духовного правления.
С 18 октября 1913 по 4 июля 1914 год являлся благочинным 2-го округа Сарапульского уезда.
14 мая 1914 года награждён орденом Святой Анны 3-й степени.
26 мая 1914 года возведён в сан протоиерея.
За труды на благо Церкви получил многочисленные награды, в том числе набедренник, палицу.
С 1918 по 1922 год потерял всю свою семью — жену, двух сыновей и дочь.
23 декабря 1921 года по представлению Сарапульского и Елабужского епископа Алексия (Кузнецова) вышел указ Священного Синода о назначении протоиерея Николая после пострижения в монашество епископом Елабужским. После этого, 21 января 1922 года протоиерей Николай принял монашеский постриг с именем Георгий, 22 января 1922 года возведён в сан архимандрита.
30 января (12 февраля) 1922 года в Троицком храме города Сарапула хиротонисан во епископа Елабужского, викария Сарапульской епархии.
23 октября 1923 года был осужден на 2 года лишения свободы за «антисоветскую деятельность», вскоре освобожден по амнистии.
В связи с арестом и ссылкой епископа Алексия (Кузнецова) по его поручению со 2 августа по 12 декабря 1924 года управлял сарапульскими городскими церквами и храмами 1, 2 и 3-го благочиннических округов Сарапульской епархии.
С 6 августа по 25 сентября 1924 года управлял также Малмыжским викариатством Сарапульской епархии.
С 19 февраля (4 марта) 1925 года — епископ Малмыжский, викарий Сарапульской епархии. С 1 марта по 25 апреля 1925 года по поручению вновь арестованного епископа Алексия (Кузнецова) временно управлял Сарапульской епархией, в 1925 году также окормлял приходы соседнего Уржумского викариатства Вятской епархии из-за отсутствия в Вятской епархии правящего архиерея. 23 февраля 1926 г. Заместитель Патриаршего Местоблюстителя митрополит Сергий (Страгородский) назначил Георгия временно управляющим Уржумским викариатством.
С 16 сентября 1927 года — епископ Курганский, викарий Тобольской епархии.
С 2 января 1928 года — епископ Мелекесский, викарий Самарской епархии.
С апреля 1928 года — вновь епископ Курганский, викарий Тобольской епархии.
С 10 октября 1928 по 1 марта 1929 по указу митрополита Сергия также временно управлял приходами Петропавловской и Акмолинской епархии.
С 1 (14) марта 1929 года — епископ Нолинский, викарий Вятской епархии. 30 марта 1929 года прибыл в Вятку, 6 апреля 1929 года прибыл в Нолинск. Все усилия Георгий направил на борьбу против распространения викторианства в Нолинском и Уржумском викариатствах. С февраля по 18 апреля 1931 года находился под арестом. После освобождения по поручению временно управляющего Вятской епархией архиепископа Котельнического Евгения (Зёрнова) временно управлял Малмыжским викариатством.
13 мая 1932 года назначен епископом Ижевским, 13 июня назначение отменено.
26 марта (8 апреля) 1933 года награждён правом ношения креста на клобуке.
С 1934 года — епископ Златоустовский, викарий Свердловской епархии.
В сентябре 1937 года Кировский облисполком отказал епископу Георгию в регистрации.
13 сентября 1937 года назначен епископом Вологодским, но смог отслужить в Вологде только одну всенощную.
13 апреля 1938 года арестован 4 отделом УГБ УНКВД Вологодской области, 23 декабря 1939 года определением особого совещания при Президиуме Верховного Совета СССР осужден на ссылку в Алма-Ату на 5 лет. 13 августа 1940 года в связи с преклонностью лет и болезненным состоянием епископа ссылка заменена гласным надзором, место проживания было заменено на Молотовск (ныне Нолинск) Кировской области.
С сентября 1940 года жил в городе Молотовске Кировской области на покое.
Подписал (как «епископ Вологодский») определение Московской Патриархии от 22 сентября 1942 года по делу митрополита Сергия Воскресенского и других, а также постановление о предании суду Собора Поликарпа (Сикорского). Осенью 1943 года прислал из Молотовска телеграмму Патриарху Сергию, приветствуя его с «восприятием» этого сана (подписался без титула)
С открытием в Молотовске в 1946 году Успенской церкви, в меру своих сил совершал в ней богослужения.
Епископ Георгий (Анисимов) скончался 17 февраля 1947 года после продолжительной болезни в городе Молотовске Молотовского района Кировской области, ныне город Нолинск Нолинского района той же области. Отпевание Георгия совершил архиепископ Вениамин (Тихоницкий) 20 февраля 1947 года в Успенской церкви Молотовска. Похоронен в Нолинске на городском кладбище.
Реабилитирован 13 июля 1989 года прокуратурой Вологодской области.

## Сочинения
- Смутное время в Русской Православной Церкви: документы уральских епархий 1920-х годов. Послание Курганского епископа Георгия (Анисимова) православным верующим и духовенству Курганской епархии. 25 декабря 1928 года / Каплин П. В. // Архивы Урала : Ежегодный научно-популярный журнал / пред. ред. совета А. А. Капустин. — Екатеринбург : Управление архивами Свердловской области, 2006. — № 9-10. — С. 198—139. — 369 с. — 1000 экз. — ISBN не указан.